# 東海大学出版部
東海大学出版部（とうかいだいがくしゅっぱんぶ）は、神奈川県平塚市にある学校法人東海大学の出版機関。

## 概要
大学の教育・研究・啓蒙の各機能に寄与すべく、学術研究成果の刊行、学問の普及を目指す教養啓蒙書の刊行、教育活動の役割を担う教科書の刊行を基本とした出版活動を展開している。
東海大学創立者の松前重義の提唱によって1962年に設立された。

## 沿革
- 1962年4月 - 東海大学出版会を設立。
- 1963年6月 - 大学出版部協会が発足し、初代会員として参加[1]。
- 2012年4月 - 創設50周年を迎える。
- 2014年4月 - 東海大学出版会を東海大学出版部へ名称を変更。
- 2020年3月 - 大学出版部協会を退会[1]。

## 主な刊行物
- 『松前重義著作集』（東海新書）
- 『足利惇氏著作集』
- 『黒帯にかけた青春』（山下泰裕、1986/10/1）
- 『日本産魚類検索 全種の同定 第三版』（中坊徹次編、2013.2.26刊）
- 『アリの巣の生きもの図鑑』（丸山宗利他著、2013.2.20刊）
- 『右利きのヘビ仮説』（細将貴著、2012.2.20刊）
- 『孤独なバッタが群れるとき』（前野ウルド浩太郎著、2012.11.20刊）
- 『素数夜曲-女王陛下のLISP』（吉田武著、2012.6.28刊）
- 『新装版 オイラーの贈物』（吉田武著、2010.1.23刊）
- 『虚数の情緒-中学生からの全方位独学法』（吉田武著、2000.2.20刊）
- 月刊誌『望星』

## 主なシリーズ
- 東海新書
- 東海科学選書
- 東海大学文化選書
- 東海選書
- 東海大学古典叢書
- 北欧文化シリーズ
- 東海大学ライフサイエンスシリーズ
- フィールド図鑑
- 動物 その適応戦略と社会
- 東海大学蔵桃園文庫影印叢書
- 職場とこころの健康
- 新版地学教育講座
- フィールドの生物学